# Tsetang Gompa
Tsetang Gompa was een Tibetaans boeddhistisch klooster in Tibet uit de phagdru kagyüschool, een van de vier grote scholen uit de kagyütraditie. Het klooster werd gesticht in 1351.
Het was gelegen op vijf kilometer afstand van Tsetang, dat tegenwoordig in het arrondissement Sangri in de  Chinese prefectuur Lhokha (Shannan) ligt.

## Abten
De gompa van Tsetang was meermaals het klooster waar de vorst uit de Phagmodru-dynastie werd benoemd tot hoofdabt, in aanloop naar zijn regeringsperiode. Dit gebeurde soms al op heel jonge leeftijd. Voorbeelden van vorsten die in Densatil abt zijn geweest, zijn:
- Jamyang Shakya Gyaltsen (1340-1373)
- Sonam Dragpa (1359-1408)
- Dragpa Gyaltsen (1374-1432)
- Dragpa Jungne (1414-1445)
- Sanggye Gyaltsen (eind 13e eeuw - 1457)
- Künga Legpa (1433-1483)